# گرشتنبرگ
گرشتنبرگ (به آلمانی: Gerstenberg) یک شهر در آلمان است که در اتنبرگر لند واقع شده‌است. گرشتنبرگ ۵۶۱ نفر جمعیت دارد.